# Cyclometra
Cyclometra is een geslacht van haarsterren uit de familie Antedonidae.

## Soorten
- Cyclometra flavescens A.H. Clark, 1911
- Cyclometra multicirra A.H. Clark, 1952